# Forja (software)
Una forja es una plataforma de desarrollo colaborativo de software. Se enfoca hacia la cooperación entre desarrolladores para la difusión de software y el soporte al usuario.
En este tipo de plataformas se albergan múltiples proyectos de software, en los que los desarrolladores han de 
registrarse para poder contribuir. Consta de numerosas aplicaciones normalmente con interfaz web para la administración y desarrollo de estos proyectos en común.

## Recursos
- Control de versiones (Subversion, Git, Mercurial, etc.)
- Lista de correo electrónico
- Foro
- Wiki
- Descarga de ficheros
- Sistema de seguimiento de errores (Bugzilla, etc.)

## Ejemplos
- GitHub
- GNU Savannah
- Gitlab
- Google Code
- SourceForge
- Launchpad
- Assembla
- BerliOS
- Bitbucket
- CodePlex
- Tigris.org
- Sourcehut
- Codeberg

A nivel español destacan:
- Forja libre de RedIRIS
- Forja de Guadalinex
- Forja del Proyecto Morfeo

## Software que lo implementa
- Codendi
- CollabNet TeamForge
- FusionForge
- GForge
- GNU Savannah
- LibreSource
- Redmine
- Trac